# جاستین ولفرز
جاستین جیمز مایکل ولفرز، متولد ۱۹۷۲، یک اقتصاددان و محقق سیاست عمومی استرالیایی است. وی استاد اقتصاد و سیاست عمومی در دانشکده سیاست عمومی جرالد فورد در دانشگاه میشیگان و عضو ارشد موسسه اقتصاد بین‌المللی پترسون است.